# Alosterna tabacicolor hirayamai
Alosterna tabacicolor hirayamai es una subespecie de escarabajo longicornio del género Alosterna, tribu Lepturini, subfamilia Lepturinae. Fue descrita científicamente por Fujita en 2018.
La especie se mantiene activa durante los meses de julio y agosto.

## Descripción
Mide 6,5-8,4 milímetros de longitud.

## Distribución
Se distribuye por Japón.